# Dave Okumu
David Jairus Ochieng Okumu (Vienna, 12 ottobre 1976) è un cantante, chitarrista e produttore discografico austriaco naturalizzato britannico.
È conosciuto specialmente per essere il frontman del gruppo acclamato dalla critica The Invisible. Il loro album di esordio, pubblicato nel marzo 2009, venne selezionato per il Premio Mercury (2009) e nominato "Album iTunes dell'Anno".

## Biografia
Figlio del professore Washington Okumu, attivista pacifista di nazionalità keniana, trascorse l'infanzia a Vienna, circondato da appassionati di musica, fino a quando, all'età di dieci anni, dovette stabilirsi con la famiglia in Gran Bretagna, dove il padre si rifugiò in esilio. Dapprima iniziò a studiare la tromba, ma presto si risolse ad imparare a suonare la chitarra. Benché non si ritenesse in grado di suonare il jazz, frequentò le lezioni del chitarrista jazz John Parricelli e iniziò ad esercitarsi nel genere. Incontrò il batterista Tom Skinner e il bassista Tom Herbert; entrambi sarebbero divenuti in seguito suoi stretti compagni e collaboratori. Dopo aver studiato Francese e Politica all'Università di Edimburgo, Okumu fece ritorno a Londra dove entrò a far parte dell'associazione dei Tomorrow’s Warriors, fondata dal bassista Gary Crosby, che forniva ai giovani musicisti di talento l'opportunità di intraprendere una carriera nell'ambito del jazz.
Iniziò a comporre musica e venne incoraggiato ad eseguire la sua composizione "Thieves Without Loot" al London Jazz Festival. Per questa occasione, si unirono a Okumu sia Skinner che Herbert, oltre al tastierista Nick Ramm e al sassofonista Jason Yarde. In seguito, incontrò i jazzisti Scandinavi Benita Haastrup (batterista) e Anders Jormin (bassista), suonando più volte con loro.
Okumu venne coinvolto in numerosi gruppi, talvolta come leader o co-leader; fra di essi ci sono F-IRE Collective, Jade Fox, una band influenzata dal periodo fusion di Miles Davis, e Foot Fooler, un gruppo composto da 12 membri creato da Skinner e ispirato pure esso ad alcuni aspetti della musica di Davis. Fra gli altri con cui Okumu ha suonato ci sono la Mask Orchestra di Colin Towns, John Taylor, Jean Toussaint, e le cantanti Eska Mtungwazi, Terri Walker e Norma Winstone. Egli ha lavorato pure con il figlio di Taylor e Winstone, il batterista Leo Taylor. Musicista avventuroso e all'avanguardia, nei primi anni 2000 Okumu era effettivamente uno dei più promettenti jazzisti della nuova generazione.
In seguito, il suo amore per la musica lo portò a suonare ed effettuare registrazioni con numerosi altri musicisti, come Amy Winehouse, St. Vincent, Jane Birkin, Sara Creative Partners, Brigitte Fontaine, Theo Parrish, Tony Allen, King Sunny Adé, Omar, Matthew Herbert, Dani Siciliano, Toddla T, Bilal, Jack De Johnette, e Anna Calvi.
Dave iniziò a lavorare con Jessie Ware nel 2010, quando produsse e collaborò alla stesura del suo album d'esordio, Devotion, che venne in seguito riconosciuto come Album dell'Anno (2012) dal Premio Mercury.
Okumu continua a lavorare con numerosi artisti come produttore e compositore, con sede a Londra dove ha il suo studio con gli amici Tom Herbert e Leo Taylor, coi quali forma la band The Invisible.